# Frances Harper
Frances Ellen Watkins Harper (24 de septiembre de 1825 - 22 de febrero de 1911) fue una abolicionista, sufragista, poeta, maestra, oradora y escritora afroamericana. Participó activamente en la reforma social, ayudó a escapar a los esclavos que iban en el ferrocarril subterráneo hacia Canadá y fue miembro de la Unión de Temperancia Cristiana de la Mujer, unión que abogó por que el gobierno federal desempeñara un papel en la reforma progresista. Watkins es considerada "la madre del periodismo afroamericano". Fue oradora pública y activista política de la American Anti-Slavery Society y como escritora es conocida por sus Poemas sobre temas diversos (1854) y su relato corto "Dos ofertas" que se publicó en Anglo-African en 1859 y se considera el primer relato corto publicado por una mujer negra. A los 67 años, escribió su Iola Leroy (1892). Harper fundó, apoyó y ocupó altos cargos en varias organizaciones progresistas nacionales. En 1883 se convirtió en superintendente de la Sección de color de la Unión de Templanza Cristiana de Mujeres de Filadelfia y Pensilvania. En 1894, ayudó a fundar la Asociación Nacional de Mujeres de Color y se desempeñó como vicepresidenta. 

## Vida y obra

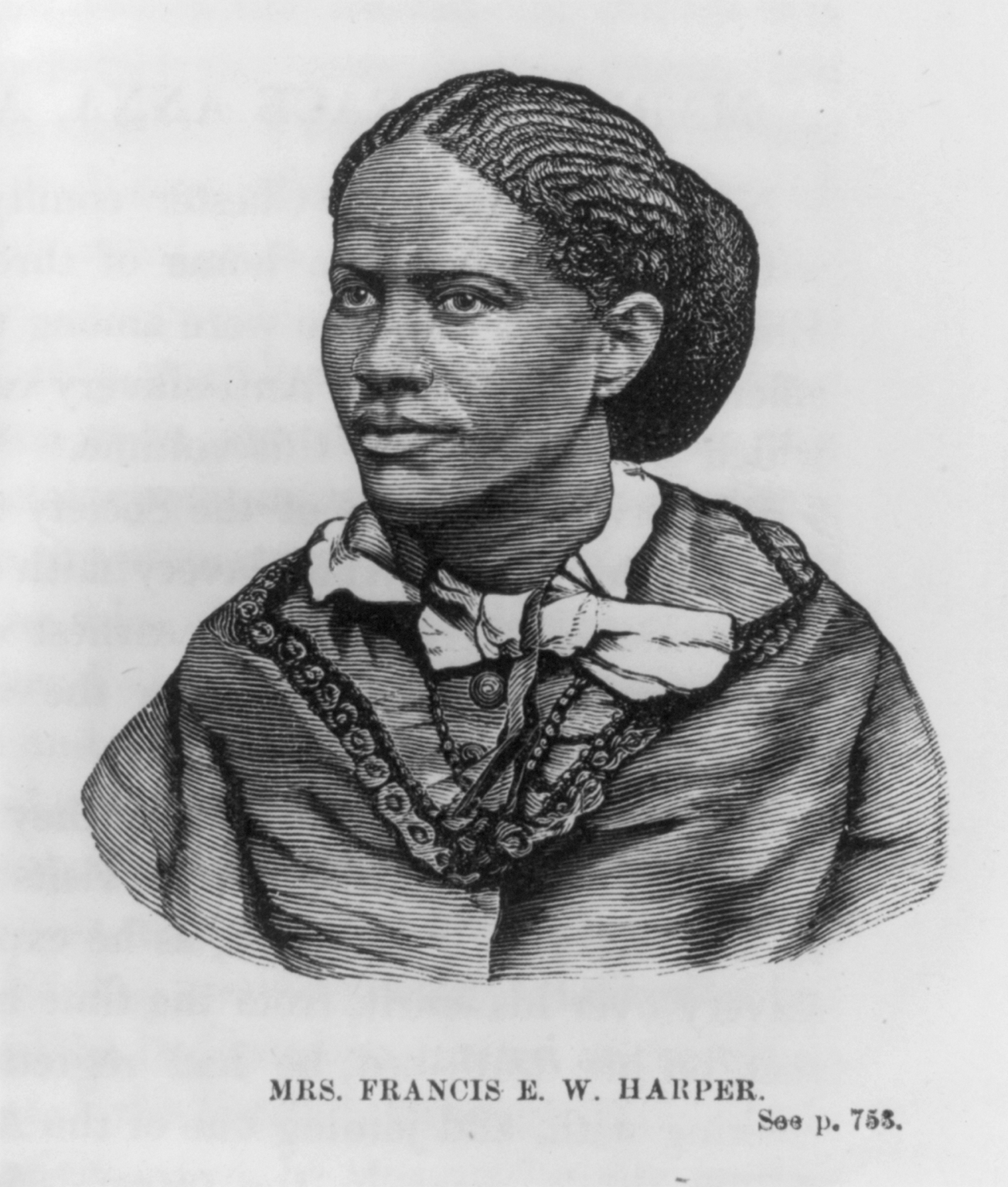
Frances Ellen Watkins Harper

Frances Ellen Watkins nació en Baltimore, Maryland, hija única de padres libres.  Sus padres, cuyos nombres no se conocen, murieron en 1828, dejando a Watkins huérfana cuando ella tenía tres años.  Fue criada por su tía y tío maternos, Henrietta y el Reverendo.  William Watkins, de quien recibió su apellido  y educada en la Academia Watkins para Jóvenes Negros, donde también dio clases.  Su tío era el ministro de la Iglesia Episcopal Metodista Africana de Sharp Street (AME) y un activista de derechos civiles y abolicionista, que influenció grandemente la vida y el trabajo de Frances Ellen.
A los 14 años, Frances encontró trabajo como costurera y a los 25 años, la familia Watkins huyó de Baltimore después de que se aprobara la Ley de Esclavos Fugitivos. Frances se instaló brevemente en Ohio, antes de mudarse a Pensilvania para trabajar con la Sociedad de Abolición de Pensilvania.

### Carrera de escritura
Su carrera como escritora comenzó con la publicación de piezas en revistas contra la esclavitud en 1839.
Publicó su primer volumen de versos, Hojas de bosque u Hojas de otoño  en 1845 cuando tenía 20 años.  Una copia de este volumen, perdida hace mucho tiempo, fue redescubierta recientemente por la académica Johanna Ortner en Baltimore, de la Sociedad Histórica de Maryland.  El segundo libro de Harper, Poemas sobre temas diversos (1854), fue extremadamente popular y fue reimpreso en numerosas ocasiones. En 1858 escribió su famoso poema "Bury Me in a Free Land ", para The Anti-Slavery Bugle.
En 1859, su historia "Las dos ofertas" se publicó en la Revista Angloafricana (Anglo-African Magazine) una publicación periódica de la época de la Guerra Civil que sirvió de foro para abolicionistas y académicos. Con esta publicación, Frances Ellen se convirtió en la primera mujer negra en publicar una historia corta. Ese mismo año esta misma revista publicó su ensayo "Our Greatest Want", en el que relacionó la opresión de los afroamericanos con la opresión del pueblo hebreo en Egipto.
Harper publicó 80 poemas.  En su poema "La Madre Esclava", escribe: 

Él no es suyo, aunque ella, por él
soportó los dolores de madre;
Él no es suyo, ¡aunque su sangre
corre por sus venas!
Él no es suyo, porque manos crueles
Pueden arrancarle
La única corona de amor

que surce su corazón roto
A lo largo de las dos estrofas, Harper demuestra la relación restringida entre una madre esclavizada y su hijo, a la vez que incluye temas de familia, maternidad, humanidad y esclavitud.
Durante la Era de la Reconstrucción, trabajó en el sur de los Estados Unidos para revisar e informar sobre las condiciones de vida de los libertos.  Esta experiencia inspiró sus poemas publicados en Sketches Of Southern Life (1872). 
En esta obra Harper detalla su experiencia recorriendo el sur y conociendo a personas negras recién liberadas.  En estos poemas, describe las duras condiciones de vida que enfrentaba una mujer negra durante la esclavitud y la reconstrucción; y utiliza la figura de una ex esclava, llamada "Tía Chloe", como narradora en varios de estos.
Harper publicó tres novelas de folletín en una revista cristiana de 1868 a 1888, pero fue más conocida por la que durante mucho tiempo se consideró su primera novela, Iola Leroy , o Shadows Uplifted (1892), publicada como un libro cuando tenía 67 años. Mientras utilizaba las convenciones de la época, abordó problemas sociales serios, como la educación de las mujeres, el "passing" (cuando la pigmantación no está relacionada con la etnicidad), el mestizaje, la abolición, la reconstrucción, la templanza y la responsabilidad social. La novela sigue a una mujer cuya identidad racial es ambigua hasta que es revelada por su padre cuando él muere, lo que resulta en su esclavitud.

### Enseñanza y activismo
En 1850, Watkins se mudó a Ohio, donde trabajó como la primera maestra en el Seminario de la Unión, establecida por la Conferencia de Ohio de la Iglesia Episcopal Metodista Africana (Iglesia AME). La Unión se cerró en 1863 cuando la Iglesia AME desvió sus fondos para comprar la Universidad de Wilberforce, la primera universidad de propiedad y operación por afromearicanos. La escuela en Wilberforce fue dirigida por el Reverendo. John Mifflin Brown, más tarde obispo en la Iglesia AME.
En 1853, Watkins se unió a la American Anti-Slavery Society y se convirtió en un conferencista itinerante del grupo. En 1854, Watkins pronunció su primer discurso contra la esclavitud sobre "La educación y la elevación de la raza de color". El éxito de este discurso dio lugar a una gira de conferencias de dos años de la Sociedad contra la Esclavitud. Continuó viajando, dando conferencias en todo el este y el oeste medio de los Estados Unidos desde 1856 hasta 1860. 
Después de que la Guerra Civil se mudó al sur para enseñar a los recién liberados esclavos durante la Reconstrucción. Durante este tiempo también dio muchos discursos públicos. En 1866, Harper pronunció un emotivo discurso ante la Convención Nacional de los Derechos de la Mujer, exigiendo la igualdad de derechos para todos, incluidas las mujeres negras. Ella declaró: 
"Todos estamos unidos en un gran paquete de humanidad, y la sociedad no puede pisotear a sus miembros más débiles y débiles sin recibir la maldición en su propia alma.  Lo intentaste en el caso del negro.  .  .  Ustedes mujeres blancas hablan aquí de derechos.  Hablo de los males.  Yo, como mujer de color, he tenido en este país una educación que me ha hecho sentir como si estuviera en la situación de Ismael, mi mano contra todos los hombres y la mano de todos los hombres contra mí.  .  .  Si bien existe este elemento brutal en la sociedad que pisotea a los débiles y pisa a los débiles, le digo que si hay alguna clase de personas que necesitan ser sacadas de sus aires y egoísmo, son las mujeres blancas de América".

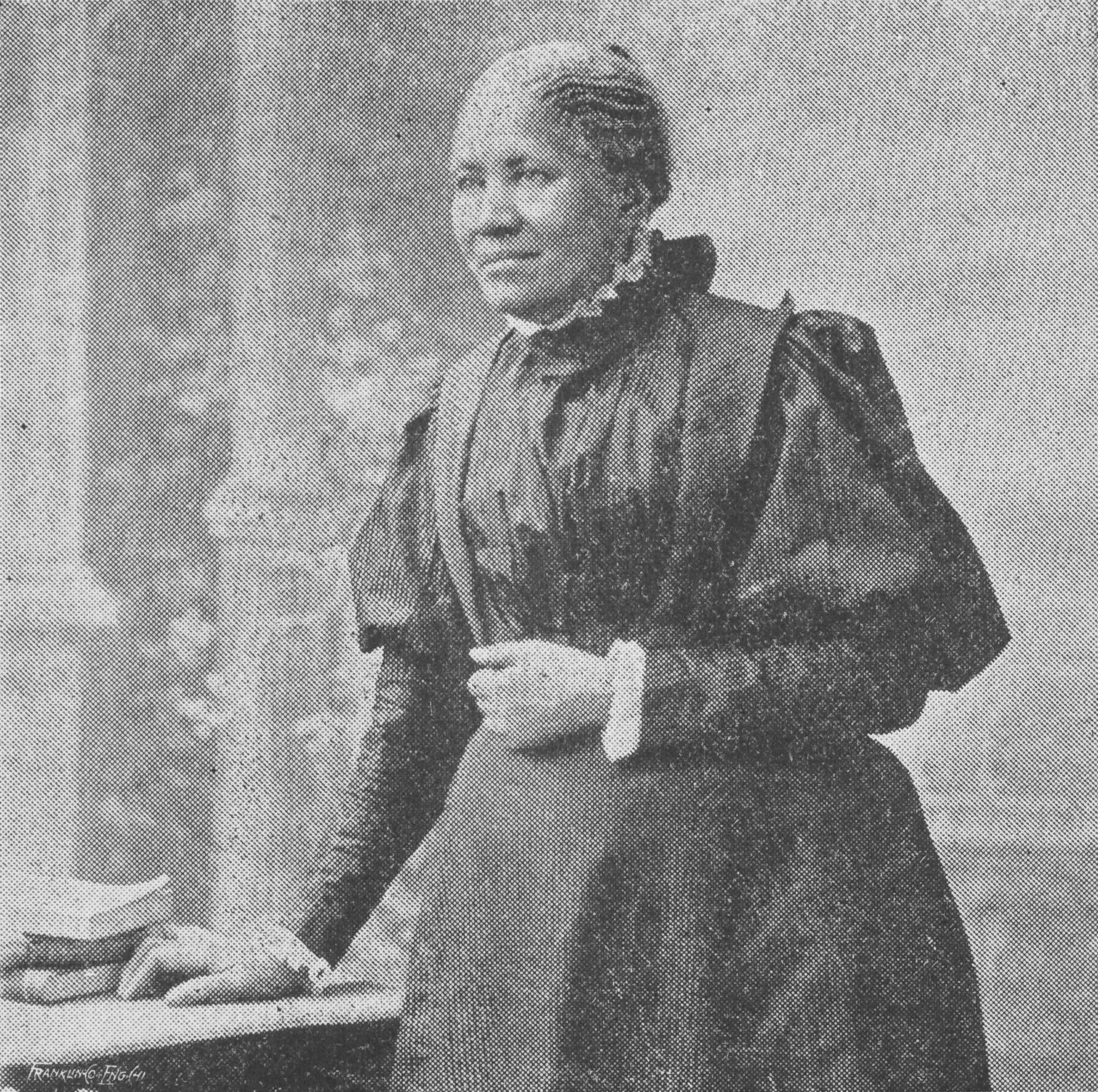
Harper, 1902.

Frances Watkins Harper era una firme partidario del abolicionismo, la ley seca y el sufragio de las mujeres.
Harper participó activamente en el creciente número de organizaciones negras y llegó a creer que las y los reformadores afroamericanos y afroamericanas tenían que poder establecer sus propias prioridades.  Desde 1883 hasta 1890, ayudó a organizar eventos y programas para la Unión Nacional de la Templanza Cristiana de la Mujer.  Había trabajado con miembros de la WCTU original, porque "era la organización de mujeres más importante para impulsar la expansión del poder federal".  Según Corinne T. Field, "activistas como Harper y Frances Willard hicieron campaña no solo por la igualdad racial y sexual, sino también por una nueva comprensión de la responsabilidad del gobierno federal de proteger los derechos, regular la moralidad y promover el bienestar social".  Harper fue amiga y mentora de muchas otras escritoras y periodistas afroamericanas, como Mary Shadd Cary, Ida B. Wells, Victoria Earle Matthews y Kate D. Chapman.
Harper se sintió decepcionada cuando Willard dio prioridad a las preocupaciones de las mujeres blancas, en lugar de apoyar los objetivos de las mujeres negras en obtener apoyo federal para una ley contra el linchamiento, la defensa de los derechos de los afroamericanos o la abolición del sistema de arrendamiento de convictos.  Junto con Mary Church Terrell , Harper ayudó a organizar la Asociación Nacional de Mujeres de Color en 1894 y fue elegida vicepresidenta en 1897. 

### Vida personal

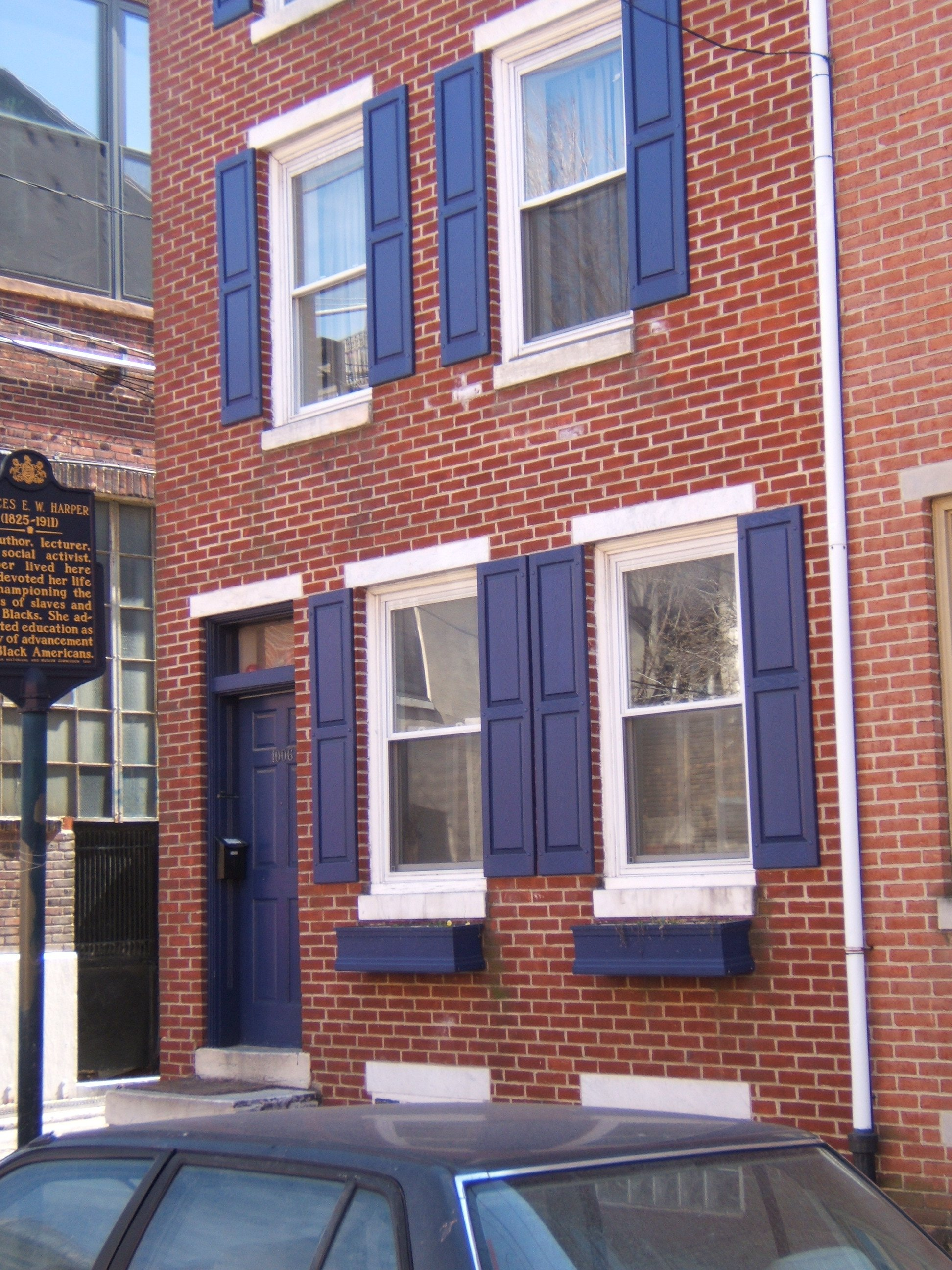
La casa de Frances Harper en el 1006 de Bainbridge St., Filadelfia, Pensilvania. 1870. Vivió aquí durante su vejez hasta su muerte en 1911.

En 1860, Frances Harper se casó con un viudo llamado Fenton Harper.  Cuando murió cuatro años después, ella se quedó con su hija y sus hijos de un matrimonio anterior.  Harper murió de insuficiencia cardíaca el 22 de febrero de 1911, a la edad de 86 años.  Su servicio funerario se llevó a cabo en la Iglesia Unitaria en la calle Chestnut en Filadelfia. La enterraron en el cementerio Eden , junto a su hija Mary, que había muerto dos años antes.  

## Trabajos seleccionados
- Forest Leaves, verse, 1845
- Poems on Miscellaneous Subjects, 1854
- The Two Offers, 1859
- Moses: A Story of the Nile, 1869
- Sketches of Southern Life, 1872
- Light Beyond the Darkness, 1890
- The Martyr of Alabama and Other Poems, 1894
- Iola Leroy, or Shadows Uplifted, novel, 1892
- Idylls of the Bible, 1901
- In Memoriam, Wm. McKinley, 1901
- Free Labor

 Además, las siguientes tres novelas se publicaron originalmente en forma de serie en el Christian Recorder entre 1868 y 1888:
- El sacrificio de Minnie
- Siembra y cosecha
- Prueba y triunfo

## Legado y honores.
- Numerosos clubes de servicio para mujeres afroamericanas llevan su nombre en su honor[18]
- Existe un dormitorio para mujeres llamado así por ella y Harriet Tubman en la Morgan State University en Baltimore, Maryland, conocido como Harper-Tubman, o simplemente Harper.
- Un extracto de su poema " Bury Me in a Free Land " está en una pared de la Corte Contemplativa, un espacio para la reflexión en el Museo Nacional de Historia y Cultura Afroamericana del Smithsonian .  El extracto dice: "No pido ningún monumento, orgulloso y alto para arrestar la mirada de los transeúntes; todo lo que anhela mi espíritu anhelante es no enterrarme en una tierra de esclavos".[19]
- Su poema "Bury Me in a Free Land" fue recitado en la película El 28 de agosto: Un día en la vida de un pueblo , que debutó en la inauguración del Museo Nacional de Historia y Cultura Afroamericana del Smithsonian en 2016.[20]  1. 1 2 3 4  Jackson, Tricia Williams (2016). Women in Black History: Stories of Courage, Faith, and Resilience. Revell. pp. 58–65.
  2. ↑   Busby, Margaret , "Frances Ellen Watkins Harper", en Daughters of Africa , 1992, p. 81. 
  3. ↑   Robbins, Hollis (ed.), "Introducción", Iola Leroy, o, Shadows Uplifted, Penguin Classics, 2010. 
  4. ↑  «Frances Ellen Watkins». University of Minnesota. Consultado el 26 de abril de 2014.
  5. ↑  «Frances Ellen Watkins Harper» (en inglés). Consultado el 21 de marzo de 2021.
  6. 1 2  Showalter, Elaine (2011). The Vintage Book of American Women Writers. Vintage Books. pp. 176–183.
  7. ↑   Robbins, Hollis y Henry Louis Gates, Jr. (eds), Las mujeres escritoras afroamericanas portátiles del siglo XIX , Penguin, 2017, p. 283. 
  8. ↑  Rumens, Carol (27 de febrero de 2017). «Poem of the week: Bury Me in a Free Land by Frances EW Harper | Books». The Guardian.
  9. ↑  Encyclopedia of African-American Culture and History. «Anglo-African, The». Encyclopedia.com. Consultado el 8 de noviembre de 2018.
  10. 1 2  Biography.com Editors. «Frances E.W. Harper Biography». The Biography.com website. A&E Television Networks. Consultado el 12 de febrero de 2016.
  11. ↑  Riggs, Marcia Y. (1997). Can I Get A Witness? Prophetic Religious Voices of African American Women: An Anthology. Orbis Books.
  12. ↑  Constantakis, Sara, ed. (2013). Poetry for students. Volume 44 : presenting analysis, context and criticism on commonly studied poetry. Detroit, Mich.: Gale. ISBN 9781414492780. OCLC 842240078.
  13. 1 2 3   Hine, CD, CW Hine y S. Harrold (2011). La odisea afroamericana. Río Saddle, Nueva Jersey: Pearson. 
  14. 1 2  «Editorial: The Late Bishop John M. Brown». African Methodist Episcopal Church Review 10 (1). July 1893. Archivado desde el original el 27 de junio de 2004. Consultado el 26 de abril de 2014.
  15. 1 2 3   Cuando Harper y su hija se establecieron en Filadelfia en 1870, se unió a la Primera Iglesia Unitaria. Corinne T. Field, "'Articuando los derechos: las mujeres estadounidenses del siglo XIX sobre la raza, la reforma y el estado' (revisión)" , El Diario de la Guerra Civil, Volumen 2, Número 3, septiembre de 2012, pp. 465- 467 | 10.1353 / cwe.2012.0065, consultado el 29 de septiembre de 2014. 
  16. ↑   Foster, Frances Smith, Frances Ellen Watkins Harper (1825-1911) en Cognard-Black, Jennifer, y Elizabeth MacLeod Walls, editores. Kindred Hands: Cartas sobre escritura de mujeres autora británicas y estadounidenses, 1865-1935. Prensa de la Universidad de Iowa, 2006. p43 
  17. ↑   Frances Smith Foster, ed., El sacrificio de Minnie's, Sembrando y cosechando, Ensayo y triunfo: Tres novelas redescubiertas por Frances EW Harper, 1994 
  18. ↑  Gates, Henry Louis, ed. (1996). The Norton Anthology of African American Literature. W. W. Norton & Company. p. 491. ISBN 978-0-393-04001-2.
  19. ↑  Keyes, Allison (2017). «"In This Quiet Space for Contemplation, a Fountain Rains Down Calming Waters"». Smithsonian Magazine. Consultado el 10 de marzo de 2018.
  20. ↑  Gooden, Tai (28 de agosto de 2018). «Ava Duvernay's 'August 28' Delves Into Just How Monumental That Date Is To Black History In America». Bustle.com. Consultado el 30 de agosto de 2018.